# ジャンボミュージックナイター・ジャンボ&ケロコのHBCベスト100マラソンランキング
ジャンボミュージックナイター・ジャンボ&ケロコのHBCベスト100マラソンランキング（ジャンボアンドケロコのエイチビーシーベストひゃくマラソンランキング）は、1973年10月8日から1984年10月5日までHBCラジオで生放送されていた音楽・バラエティ・歌謡曲ランキングのワイド番組。
HBCベスト100マラソンランキングはナイターオフシーズンに限り放送。1977年4月からはHBCエキサイトナイター（現・HBCファイターズナイター）が放送されているナイターシーズン中もその後座番組として『ジャンボミュージックナイター』が放送され、本番組は実質通年放送となった。本項ではこの両者について説明。

## 概要
本番組は前年度（1972年度）までのナイターオフ枠で放送されていたワイド番組『ダイヤルコール・ナウ』を総点検し、若者層とファミリー層をリスナーの主対象とすることになったものによりスタートした番組。パーソナリティはオーディションによって当時北海学園大学4年の佐々木秀克と北星学園大学3年の伊藤節子を選出、HBCの鈴木ディレクターによって、当時体重100kg超の巨体だった佐々木にはジャンボ秀克、伊藤には当時体重35kgでカエルを思わせる風貌であることからケロコというマイクネームが付けられ。以後二人ともHBCラジオの多くの番組に出演して長く活躍するパーソナリティとなっていった。
メインタイトルは『ジャンボミュージックナイター』で『HBCベスト100マラソンランキング』はサブタイトルである。このタイトルは、当時HBCの制作部長だった小南武朗が研修旅行先のアメリカのラジオ番組からヒントを得たものである。
番組は電話のベルの音から始まり、「大きいことはいいことだ。なんでもジャンボで行こう！」のコールで始まっていた。放送開始前18時（午後6時）から受け付けが始まる電話リクエストとはがきによるリクエスト、オリコン、ミュージックリサーチなどの各種データを基に毎日本番組オリジナルの1位から100位までのランキングを決定。オープニングの時間でその日の内容の簡単な紹介の後に放送開始時刻の時点でのベスト100ランキングをノンストップで一気に紹介。最初のランキング発表は1位から順番のカウントアップ形式で行われていた。その後番組の中間で100位から4位まで今度はカウントダウン形式で発表（この時はベスト3は発表せず）、そしてその中で順位の変動の大きな曲を放送。エンディングでは最終決定されたベスト100ランキングを発表。中間発表と同じく100位から4位までの発表の後ベスト3の発表、ベスト3は全て曲も合わせてオンエアされた（ランキングを一気に紹介するためもあって、この時ジャンボは椅子から立ち上がって読み上げていたこともあった）。スタジオの隣りに10本の直通電話を備え、毎日1000本前後のリクエストを受け付けていた。その中では道外（エリア外）からの電話も15〜20%あり、本番組を聴くことが出来ないであろうとした沖縄からの電話もあったという。同時にリスナーからは最終ランキングの1位、2位の予想と、お題として出されたある曲が翌日に何位になるかの予想も電話で受け付け、的中者には抽選で番組からプレゼントが贈られた。1981年当時は、ディレクター2名、その他スタッフ8名、電話オペレーター20名という布陣で本番組に臨んでいた。
このように音楽ランキングを中心に、その他は「気になる私のランキング」や天気予報、生活情報、ラジオカーからのレジャー情報などのリポートなども盛り込み、そして番組中でオリコン、ミュージックリサーチの最新情報を伝えていたこともあった。
ベスト100ということで、リスナーには新曲から少し前の曲、歌謡曲、ヒット曲、ポピュラー曲など広く選択肢を与えていることで、多くのジャンルでバラエティに富んだ選曲で構成されていた。そして時刻ごとにリクエスト総数のランキングが常に変動する（特に下位の方ではかなりの変動があったことも多かった）ため、「スピードとスリルで迫る番組」ということが売りでもあって、初年度1973年度から高聴取率を記録した。1976年度からはアメリカでのベストランキングも紹介されるようになった。
ゲストコーナーには、原則としてベスト10以内にランクインしている歌手・アーティストを招くことになっていた。
1978年3月31日は当時解散直前だったキャンディーズのコンサート『さよならキャンディーズ』（札幌・中島スポーツセンター）、1980年10月17日にはもんた&ブラザーズのコンサートの中継をそれぞれ本番組中で行った。
1977年度（1977年10月〜1978年3月）はジャンボのパートナーが村上幸に、1978年度（1978年10月〜1979年3月）は西野宗子にそれぞれ交替したためにケロコは一時本番組を離れるが、1979年度（1979年10月）からはケロコが復帰して以後1984年4月の『HBCベスト100マラソンランキング』の終了までこのコンビで行われ、本番組の放送されていた11年間は「HBCラジオナイターオフの定番」とも言われた。1983年度の金曜日のみ「ジャンボ&ケロコのハナきんスペシャル」として21:00まで延長して放送されていた。なお1977年4月からはHBCエキサイトナイターが放送されているナイターシーズン中もその後座番組（クッション番組）として『ジャンボミュージックナイター』が放送され、これ以後実質通年の放送となった。ナイターシーズン中の本番組はジャンボ一人での出演だった。一方ケロコもナイターシーズン中は、ナイターの無い月曜日の夜（18時台→19時台の30分番組）に放送されていた「ケロコのヒット大作戦」のパーソナリティを単独で1980年度（4月）から1984年度（9月）まで5期連続で務めていた。1984年4月6日でHBCベスト100マラソンランキングが終了した後も、ナイターシーズン中のHBCエキサイトナイター直後の番組（クッション番組）として1984年度（10月5日まで）、1985年度、1986年度（いずれも4月〜9月）までジャンボミュージックナイターが放送されていた。本番組終了から6年後の1990年10月スタートの『ジャンボ秀克軍団のa・ヨイショ!』で、ジャンボはHBCラジオのナイターオフ枠に復帰した。
2012年3月17日にHBCラジオ60周年記念特番『3.17 ラジオがある1日』の中、16:30〜17:45の枠で『ジャンボ&ケロコのHBCベスト100マラソンランキングリターンズ』として復活放送された。

## パーソナリティ
- ジャンボ秀克 （1973年10月〜1984年10月）
- ケロコ（現・マダムケロコ）（1973年度（1973年10月）〜1976年度（1977年3月）、1979年度（1979年10月）〜1983年度（1984年4月））
- 村上幸 （1977年度 ＝ 1977年10月〜1978年3月）
- 西野宗子 （1978年度 ＝ 1978年10月〜1979年3月）

## 放送時間

### ナイターオフ期「HBCベスト100マラソンランキング」
各年度とも10月〜3月
- 1973年度：月曜日〜金曜日 20:00〜21:00
- 1974年度：月曜日〜金曜日 19:00〜20:20
- 1975年度：月曜日〜金曜日 18:25〜21:00
- 1976年度：月曜日〜金曜日 18:45〜20:00
- 1977年度：月曜日〜金曜日 18:35〜20:00
- 1978年度〜1981年度：月曜日〜金曜日 18:50〜20:00
- 1982年度：月曜日〜金曜日 18:45〜20:00
- 1983年度：月曜日〜木曜日 18:55〜20:00／金曜日 18:55〜21:00（ハナきんスペシャル）

### ナイターイン期「ジャンボミュージックナイター」
各年度とも4月〜9月
- 1977年度：火曜日〜日曜日 21:10〜21:50
- 1978年度〜1979年度：土曜日・日曜日 21:10〜22:00
- 1980年度〜1984年度：火曜日〜金曜日 21:00〜21:40／土曜日・日曜日 21:00〜21:30
- 1985年度：土曜日・日曜日 21:00〜21:30
- 1986年度：日曜日 21:00〜21:30

## 主なコーナー

### ナイターオフ期「HBCベスト100マラソンランキング」
（）
- ホットでいこう
- ラッキーテレフォンミュージック （1975年度）
- チャリティ300曲大行進 （1976年）
- 気になる私のランキング
- プレイタウン情報
- 峠情報・スキー場情報・冬山情報
- 生活情報[15]
- こんばんわおじゃまします[16]
- タレント紹介コーナー
  - 札幌など北海道に来たタレントをゲストに迎え、色々な質問などトークを行った[15]。
- パズルクイズ[16]
  - 3つのキーワードから答えを導き出すクイズコーナー。回答　は電話で受け付け、正解者の中から抽選で1名に希望するLPが、2名に記念品が贈られた[15][17]。
- ベスト100 今日のスポットライト
- ベスト100 ファミリーネットワーク
- ベスト100 デイリークイズ
- 今日のベスト3
- 新曲紹介
  - 毎日話題の新曲を紹介するコーナーだが、1977年度限りで終了。「そもそも新曲紹介番組ではないラジオを通じて出来た義理が多くなると、一つずつの売り込みに応じきれない」現実が出てきたための事情によるのがその理由だったとのこと[6]。

### ナイターイン期「ジャンボミュージックナイター」
- ユースホステルメール
  - 北海道内のユースホステル情報[18]。
- 甘から野球解説
  - 放送当日のナイターの結果と内容をリスナーが解説[18]。
- 私は釣天狗（釣りだより）
- ヤスコのミュージックウェイブ